# Sandman Mystery Theatre
Sandman Mystery Theatre è una serie a fumetti pubblicata dalla Vertigo, la filiale della DC Comics. Fu pubblicata per una durata di 70 numeri tra il 1993 e il 1999 e rinarrò le avventure di Sandman, un vigilante la cui arma principale era una pistola che sparava gas soporifero, creato originariamente nella Golden Age. Simile al personaggio di Batman, Sandman non possedeva alcun superpotere, ma contava sulle sue abilità investigative e sulle sue invenzioni.
In questa serie molto simile ad un film noir degli scrittori Matt Wagner e Steven T. Seagle, Wesley Dodds (Sandman) e la sua ragazza Dian Belmont (figlia del procuratore distrettuale) incontrò numerosi nemici, spesso grotteschi, nelle sue storie. La squadra di Dodds e Belmont era un chiaro riferimento a Nick e Nora Charles del romanzo e film L'Uomo Ombra.

## Arte
Il primo artista fu Guy Davis, che definì il look visivo del personaggio. Davis cambiò Dodds dalla tradizionale figura dell'uomo alto con la mascella quadrata, rendendolo più basso, con la faccia tonda e leggermente sovrappeso. Gli diede anche un paio di occhialoni, facendo da eco alla parte superiore della maschera anti-gas che indossava come Sandman.
Davis ridisegnò anche il costume. Nei fumetti originale degli anni trenta, Sandman indossava un vestito verde, un mantello viola, un cappello fedora arancione, e una maschera a gas blu e gialla. Per Sandman Mystery Theatre, la tavolozza dei colori passò al grigio, verde oliva e marrone. Le tipiche bardature supereroiche furono sostituite in favore della sensibilità di un "mondo reale", come l'impermeabile invece del mantello.
Per la seconda e la terza storia, "The Face" e "The Brute", le illustrazioni furono fornite rispettivamente da John Watkiss e R. G. Taylor.
Una controversia minore si sviluppò intorno alla seconda storia, "The Face". Risultò un errore di colorazione nei personaggi asiatici raffigurati con la pelle color giallo brillante. L'editore si scusò per l'errore in una colonna per le lettere nel numero successivo.
Guy Davis fece poi ritorno nella quarta storia e il resto della serie ebbe occasionali collaborazioni lavorative con Vince Locke e Warren Pleece.

## Temi e star ospiti
Ambientato durante la fine degli anni '30, prima che Dodds divenisse uno dei membri fondatori della Justice Society of America, questa serie dovette avere a che fare con temi maturi come l'aborto, il razzismo e l'antisemitismo così come i temi più tradizionali come l'ascesa del Nazismo e la pace internazionale. Con il progredire della serie, Wesley nelle sue avventure incontrò altri "uomini del mistero" dell'epoca, inclusi Crimson Avenger, Starman, Blackhawk e Hourman. In uno di questi numeri Sandman interrogò un pugile fuori dalla Palestra Grant, e l'uomo menzionò il nome "Ted", un riferimento a Ted Grant, il Wildcat originale. Un riferimento fu fatto anche riguardo al detective Jim Corrigan, più tardi conosciuto come lo Spettro. Anche il Dottor Mid-Nite, alias Dr. Charles McNider, fu menzionato come fisico che minacciò Wesley in un numero.
Dodds e Belmont comparvero come ospiti nella serie a fumetti Starman (ambientata al giorno d'oggi), comparendo come vecchie versioni di sé stessi, e in alcuni flashback creati nello stesso stile di Sandman Mystery Theatre. Comparvero poi nella storia "Exodus Noir" della serie Madame Xanadu, ambientata negli anni quaranta.

## Differenze
La serie introduce molti cambiamenti nelle precedenti rappresentazioni di Sandman, tuttavia poiché la serie si trova sotto la Vertigo non è legata agli standard della continuità dell'Universo DC, mentre molti dei cambiamenti che potrebbero essere considerati dei retcon al fumetto dovrebbero essere presi nei loro meriti come narrazioni alternative delle origini di Sandman. Uno di questi cambiamenti vide la raffigurazione Wesley Dodds come un uomo mite considerato strano dagli altri invece di un playboy dai modi mondani. Alcune delle retcon introdotte in Sandman Mystery Theatre furono riflesse nella moderna continuità DC. Una di queste fu la semplificazione a semplice personaggio dei fumetti di Sandy Hawkins, mentre Dian Belmont, fidanzata di Wesley, sarebbe stata la sua spalla, "Sandy" in più di un'occasione. In più, la morte di Dian fu precedentemente narrata in All-Star Squadron n. 18, ma in questa nuova continuità giunse fino alla terza età e rimase la compagna di Dodds per la vita.

## Sogno
Il revival del personaggio fu dovuto in parte al successo di un personaggio successivo correlato, creato da Neil Gaiman: Sogno degli Eterni, le cui avventure furono poi pubblicate sotto il titolo di The Sandman (da qui la necessità di trovare un nuovo titolo per la serie del vecchio personaggio). Sogno fece numerose comparse nei sogni di Wesley Dodds nel corso della serie.
I due personaggi si incontrarono brevemente in uno speciale auto conclusivo, Sandman Midnight Theatre, scritto da Matt Wagner e Gaiman.

## Nuova serie
La DC pubblicò una serie limitata di cinque numeri, Sandman Mystery Theatre: Sleep of Reason, ambientato nel 2007 e presentando un nuovo personaggio nelle vesti di Sandman.

## Edizioni in raccolta
I fumetti furono raccolti in alcuni volumi:
- Sandman Mystery Theatre:
  - The Tarantula (di Matt Wagner, con illustrazioni di Guy Davis, contiene i n. da 1 a 4, 112 pagine, maggio 2005, ISBN 1-56389-195-6)[4]
  - The Face and The Brute (di Matt Wagner, con illustrazioni di John Watkiss e R.G. Taylor, contiene i n. da 5 a 12, 208 pagine, novembre 2004, ISBN 1-4012-0345-0)[5]
  - The Vamp (di Matt Wagner e Steven T. Seagle, con illustrazioni di Guy Davis, contiene i n. da 13 a 16, 104 pagine, luglio 2005, ISBN 1-4012-0718-9)[6]
  - The Scorpion (di Matt Wagner e Steven T. Seagle, con illustrazioni di Guy Davis, contiene i numeri da 17 a 20, 104 pagine, maggio 2006, ISBN 1-4012-1040-6)[7]
  - Dr. Death and the Night of the Butcher (di Matt Wagner e Steven T. Seagle, con illustrazioni di Guy Davis e Vince Locke, contiene i n. da 21 a 28, 208 pagine, aprile 2007, ISBN 1-4012-1237-9)[8]
  - The Hourman and the Python (di Matt Wagner e Steven T. Seagle, con illustrazioni di Guy Davis e Warren Pleece, contiene i n. da 29 a 36, 200 pagine, marzo 2008, ISBN 1-4012-1677-3)[9]
  - The Mist and the Phantom of the Fair (di Matt Wagner e Steven T. Seagle, con illustrazioni di Guy Davis, contiene i n. da 37 a 44, 200 pagine, marzo 2009, ISBN 1-4012-2139-4)
  - The Blackhawk and the Return of the Scarlet Ghost (di Matt Wagner e Steven T. Seagle, con illustrazioni di Matthew Smith e Guy Davis, contiene i n. da 45 a 52, 224 pagine, aprile 2010, ISBN 978-1-4012-2583-4).